# Тілопо соломонський
Тілопо соломонський (Ptilinopus richardsii) — вид голубоподібних птахів родини голубових (Columbidae). Ендемік Соломонових Островів.

## Підвиди
Виділяють два підвиди:
- P. r. richardsii Ramsay, EP, 1882 — острови Уґі[en] і Овараха[en];
- P. r. cyanopterus Mayr, 1931 — острови Реннелл і Беллона[en].

## Поширення і екологія
Соломонські тілопо живуть у вологих рівнинних тропічних лісах і чагарникових заростях. Живляться плодами і ягодами. Гніздяться на деревах.

## Збереження
МСОП класифікує цей вид як такий, що не потребує особливих заходів зі збереження. За оцінками дослідників, популяція соломонських тілопо становить від 3300 до 11500 птахів. Їм може загрожувати знищення природного середовища.